# Kirchberg am Wechsel
Kirchberg am Wechsel är en ort och kommun  i Österrike. Den ligger i distriktet Neunkirchen i förbundslandet Niederösterreich, 70 kilometer söder om huvudstaden Wien.
Kommunen består av sex orter (Ortschaften) (inom parentes invånarantal 1 januari 2024):
- Alpeltal (44)
- Kirchberg am Wechsel (1 851)
- Kranichberg (144)
- Lehen (173)
- Molzegg (124)
- Ofenbach (200)